# ووشترمارک
ووشترمارک (به آلمانی: Wustermark) یک شهر در آلمان است که در هافه‌لانت واقع شده‌است. ووشترمارک ۷٬۶۳۰ نفر جمعیت دارد.